# 臺北市立石牌國民中學
臺北市立石牌國民中學，簡稱石牌國中或石中，是臺北市北投區的一所國民中學。石牌國中初期為男女分班制，一直到第十屆才改為男女合班制。

## 簡述
石牌國中創立於1986年。校地原為石牌國小之一部分，曾國安局使用，用於訓練反共相關。因附近社區學生人口逐漸增加，在臺北市政府的要求下，國家安全局遷移至陽明山，原址設立石牌國中，現有石牌國中校門與石牌路側圍牆皆為原國家安全局之建築。石牌國中成立後，因附近住宅區密集，學生人數快速成長，現有班級達81班。

## 地理位置
學校位於石牌地區，前為石牌路，東為西安街，西鄰石牌國小，後接豪宅區，總面積共34,171平方公尺，略呈長方形。（也有資料記載校地總面積達 33,344 平方公尺

## 簡史
- 1986年7月1日：成立石牌國民中學籌備處，並借用石牌國小教室作籌備處所辦公，黃中興任籌備處主任。同年委請臺北市國宅處興建校舍，
- 1988年1月27日：校舍動土開工。
- 1988年7月1日：學校正式成立，黃中興任首任校長，招收學生20班，並借用石牌國小教室23間供學生上課及教師辦公使用。
- 1989年7月：學區擴大，招收第2屆學生25班。使用興建中之第三棟教室，供第2屆學生使用，而主要辦公室仍在石牌國小。
- 1990年1月：第一期校舍完成。
- 1990年7月：招收第3屆學生25班。
- 1991年7月：招收第4屆學生28班。
- 1991年7月23日 第二期校舍竣工。
- 1992年7月：成立啟聰班。
- 1992年8月31日：游泳池完工。（現已改室內溫水游泳池）

## 歷任校長
| 任次 | 姓名   | 任職時間                  |
| ---- | ------ | ------------------------- |
| 1    | 黃中興 | 1988年7月1日—1994年8月1日 |
| 2    | 郭水恩 | 1994年8月1日—1998年8月3日 |
| 3    | 林堯文 | 1998年8月3日—2004年8月2日 |
| 4    | 黃勝賢 | 2004年2月—2012年8月1日    |
| 5    | 陳玲玲 | 2012年8月—2020年8月       |
| 6    | 黃桐良 | 2020年8月—                |

## 外部連結
- 臺北市立石牌國民中學 （页面存档备份，存于）